# Praepositus sacri cubiculi
El praepositus sacri cubiculi o  prepósito del cubículo sagrado (en griego: πραιπόσιτος τοῦ εὐσεβεστάτου κοιτῶνος, romanizado: praipositos tou eusebestatou koitōnos, "responsable del dormitorio sagrado") fue uno de los principales cargos palaciegos en el Imperio romano tardío. Según la costumbre, el prepósito del cubículo sagrado debía ser un eunuco que debía estar al cargo de todo el personal eunuco que asistía a los emperadores en el palacio imperial y del resto de la servidumbre. Aunque ya estaban presentes anteriormente al Imperio tardío, en este período se convirtieron en un lugar común. Debido a la cercanía con la familia imperial, por las características de actuar como el "gran chambelán" de palacio, llegaron a acumular una considerable autoridad, riqueza e influencia. En el siglo V, estaban tan introducidos que se permitían poder dictar no solo los asuntos de palacio, sino también muchas facetas de la política imperial.
En los siglos VII - VIII, el título también se le dio a una orden de rango para los sirvientes eunucos de palacio. El título y el cargo continuaron en uso en la forma simplificada de praipositos (πραιπόσιτος) en el Imperio bizantino hasta finales del siglo XI.

## Historia
El primer titular del cargo del que se tengan noticias es Eusebio bajo el emperador Constancio II (r. 337–361), pero es posible que el puesto ya se hubiera introducido bajo Constantino el Grande (r. 306–337), sustituyendo al antiguo cargo de cubículo (a cubiculo). Controlaba el cuerpo de los cubicularios (cubicularii, griego: κουβικουλάριοι, koubikoularioi), que también eran eunucos, y era responsable del dormitorio imperial, el vestuario y las recepciones.
Originalmente bajo el control del "castrense del palacio sagrado" (castrensis sacri palatii), pronto se subordinó directamente al emperador bizantino. Su proximidad al emperador le proporcionó un gran poder, y varios prepósitos (praepositi) ejercieron una influencia considerable en la gobernanza del Imperio bizantino. En la Notitia Dignitatum, el praepositus tenía un rango inmediatamente después de los prefectos del pretorio, el prefecto urbano y los magistri militum. Sin embargo, debido a la pérdida de varias páginas relevantes de la Notitia, no se conoce la estructura del cargo. Sus asistentes principales fueron el primicerio del cubículo sagrado (primicerius sacri cubiculi) y el conde del vestuario sagrado (comes sacrae vestis).
Durante los siglos IV-V, el praepositus incrementó su poder: a finales del siglo IV, obtuvo el control sobre las propiedades imperiales de Capadocia (la domus divina per Cappadociam de la Notitia), y fue elevado al rango de vir illustris y el equivalente de cuestor. También se estableció un praepositus separado para la casa de la emperatriz bizantina, el prepósito de augusta (praepositus Augustae), con una estructura similar de funcionarios subordinados. En el Imperio Romano de Occidente, el puesto continuó existiendo hasta su caída, y también se utilizó en la corte del rey ostrogodo Teodorico el Grande, donde estaba en manos de un godo, Trívila. Sin embargo, a mediados del siglo VI, la supervisión de las propiedades de Capadocia fue confiada a un funcionario independiente, encargado del patrimonio imperial, y su autoridad empezó a decaer.
En los siglos VII-VIII, los cambios en paralelo, en muchos otros cargos administrativos, la posición del praepositus (en griego: praipositos), redujo mucho su poder, ya que partes de su officium se separaron. Los cubicularii del dormitorio (distinguidos como κοιτωνῖται, koitōnitai en griego) fueron separados bajo el parakoimomenos, mientras que el vestuario imperial (latín: vestiarium, griego: [βασιλικὸν] βεστιάριον, [basilikon] vestiarion), bajo el mando del protovestiarios también se convirtió en un departamento separado. Los praipositos continuaron supervisando al resto de los koubikoularioi, con el primikerios tou kouboukleiou como su principal ayudante. Mantuvo un papel considerable en las ceremonias de la corte, y estaba clasificado en la clase alta de los patrikioi. Según Constantino VII (r. 913-959), el praipositos, junto con el protomagistros y el eparca de Constantinopla, formaban una regencia en ausencia del emperador.

### Cargo y dignidad
Sin embargo, el cargo de praipositos no debe confundirse con la dignidad (διὰ βραβείου ἀξία, dia brabeiou axia) del mismo nombre, que fue un rango cortesano creado en el siglo VII u VIII y restringido a los eunucos. Según el Kletorologion de Filoteo de 899, estaba clasificada por debajo de la dignidad de patricio (patrikios) y por encima de la de protospatario (protospatharios), y las insignias (brabeion) del cargo eran tabletas de marfil. El título se atestiguó por última vez en 1087.

## Praepositinotables
- Eusebio (337–361)
- Euterio (356–360)
- Eutropio (Oriente, c. 395–399)[7]
- Deuterio (Occidente, 408)[7]
- Terencio (Occidente, 408–409)[7]
- Eusebio (Occidente, 409)[7]
- Lauso (Oriente, 420)[7]
- Crisafio (Oriente, 443–450)[8]
- Lauricio (Occidente, 443–444)[7]

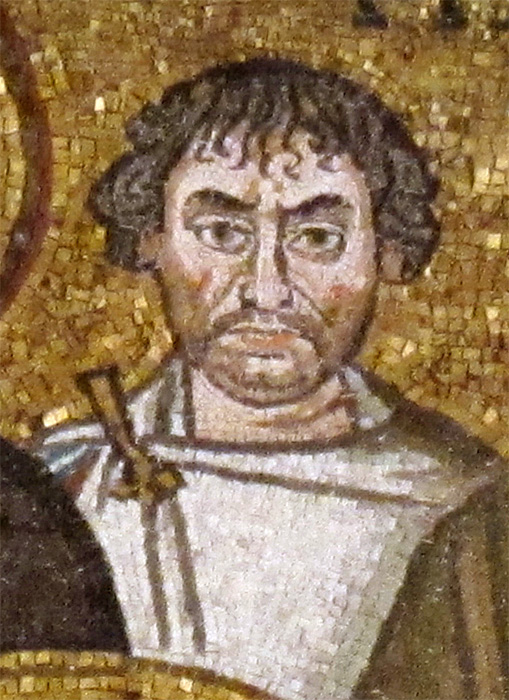
Narsés en el mosaico de Justiniano, en Rávena (Italia).

- Fausto (Anicio Acilio Aginacio Fausto?) (Italia ostrogoda, bajo Teodorico el Grande)[9]
- Trívila (Italia ostrogoda, tempranos años 520)[7]
- Urbicio (Oriente, 470–481 y 491)[10]
- Amancio (Oriente, 518)[11]
- Narsés (Oriente, 537/538–554 o 558/559)[12]